# Гурбесу
Гурбесу, Гурбэсу — одна из наложниц Чингисхана. 
Первоначально была женой найманского хана Инанча. Около 1198 года Инанч-хан умер, и два его сына, Таян-хан и Буюрук-хан, не поделив отцовское наследство, раскололи государство найманов на два улуса; Гурбесу осталась с Таян-ханом, став его женой по принципу левирата.
В 1203 году войска Чингисхана разгромили кереитов; спасаясь от монголов, кереитский хан Тоорил бежал в найманские земли, но был не узнан и убит местным караулом. По настоянию Гурбесу голова Тоорила была привезена в ставку Таян-хана; над головой было решено совершить обряд жертвоприношения, но по легенде, во время него она якобы стала смеяться, после чего Таян приказал растоптать её вдребезги. Осознав поражение некогда могущественного правителя в борьбе с монголами, Таян решил первым выступить против Чингисхана. Хотя попытка Таяна найти союзников среди онгутов не увенчалась успехом, ему всё же удалось собрать войско, и летом 1204 года найманы выступили против Чингисхана. Однако во время сражения у горы Наху-гун войска Таян-хана были разгромлены, сам он погиб, а найманы — покорены Чингисханом. Тогда же к нему доставили Гурбесу, и Чингисхан взял её себе в наложницы.

## В культуре
Гурбесу стала персонажем романа Исая Калашникова «Жестокий век» (1978).